# Páros műkorcsolya az 1948. évi téli olimpiai játékokon
Az 1948. évi téli olimpiai játékokon a műkorcsolya páros versenyszámát február 7-én rendezték. Az aranyérmet a belga Micheline Lannoy–Pierre Baugniet-páros nyerte. A magyar Kékessy Andrea–Király Ede-páros ezüstérmet szerzett, amely Magyarország első téli olimpiai ezüstérme volt. A Nagy Marianna–Nagy László-kettős pedig hetedik lett.

## Végeredmény
11 bíró pontozta a versenyzőket. A pontok alapján a bírók mindegyikénél külön-külön kialakult egy sorrend, ez egy helyezési pontszámot is jelentett. A végeredmény a következő kritériumok alapján alakult ki:
1. „Többségi helyezések száma”. Az a versenyző végzett előrébb, akit a bírók többsége előrébb rangsorolt. A bírók többsége azt jelentette, hogy a legjobb 6 helyezést adó bíró helyezési pontszámait vették figyelembe, de ha a 6. bíró helyezésével még volt azonos helyezés, akkor az(oka)t is figyelembe vették. Ezt az adatot tartalmazza az oszlop. (Pl. a „6×3+” azt jelenti, hogy a versenyző 6 bírónál az első 3 hely valamelyikén végzett.)
2. „Helyezések összege” (az összes bíró helyezési pontszámainak összege)
3. Kötelező elemek pontszáma

| Helyezés | Versenyzők                                                           | Helyezési pontszámok bírónként | Helyezési pontszámok bírónként | Helyezési pontszámok bírónként | Helyezési pontszámok bírónként | Helyezési pontszámok bírónként | Helyezési pontszámok bírónként | Helyezési pontszámok bírónként | Helyezési pontszámok bírónként | Helyezési pontszámok bírónként | Helyezési pontszámok bírónként | Helyezési pontszámok bírónként | Több. hely. száma | Hely. össz.    | Pont           |
| Helyezés | Versenyzők                                                           | 1                              | 2                              | 3                              | 4                              | 5                              | 6                              | 7                              | 8                              | 9                              | 10                             | 11                             | Több. hely. száma | Hely. össz.    | Pont           |
| -------- | -------------------------------------------------------------------- | ------------------------------ | ------------------------------ | ------------------------------ | ------------------------------ | ------------------------------ | ------------------------------ | ------------------------------ | ------------------------------ | ------------------------------ | ------------------------------ | ------------------------------ | ----------------- | -------------- | -------------- |
| Arany    | Belgium (BEL) · Micheline Lannoy · Pierre Baugniet                   | 1,0                            | 2,0                            | 2,5                            | 1,0                            | 1,5                            | 1,0                            | 1,0                            | 1,0                            | 4,5                            | 1,0                            | 1,0                            | 7×1+              | 17,5           | 123,5          |
| Ezüst    | Magyarország (HUN)-1 · Kékessy Andrea · Király Ede                   | 3,0                            | 4,0                            | 1,0                            | 2,0                            | 1,5                            | 3,0                            | 3,0                            | 3,0                            | 1,0                            | 2,5                            | 2,0                            | 10×3+             | 26,0           | 122,2          |
| Bronz    | Kanada (CAN) · Suzanne Morrow · Wallace Diestelmeyer                 | 2,0                            | 1,0                            | 4,0                            | 3,0                            | 3,0                            | 2,0                            | 4,0                            | 2,0                            | 2,5                            | 2,5                            | 5,0                            | 8×3+              | 31,0           | 121,0          |
| 4.       | Egyesült Államok (USA)-1 · Yvonne Sherman · Robert Swenning          | 5,0                            | 3,0                            | 9,0                            | 5,0                            | 4,0                            | 5,0                            | 5,0                            | 4,5                            | 4,5                            | 5,0                            | 3,0                            | 10×5+             | 53,0           | 116,4          |
| 5.       | Nagy-Britannia (GBR)-1 · Winifred Silverthorne · Dennis Silverthorne | 6,0                            | 5,0                            | 6,5                            | 4,0                            | 5,0                            | 4,0                            | 2,0                            | 6,0                            | 2,5                            | 6,0                            | 6,0                            | 6×5+              | 53,0           | 116,3          |
| 6.       | Egyesült Államok (USA)-2 · Karol Kennedy · Peter Kennedy             | 4,0                            | 6,0                            | 2,5                            | 8,5                            | 6,5                            | 6,0                            | 6,0                            | 4,5                            | 7,5                            | 4,0                            | 4,0                            | 8×6+              | 59,5           | 115,9          |
| 7.       | Magyarország (HUN)-2 · Nagy Marianna · Nagy László                   | 7,0                            | 7,0                            | 6,5                            | 6,0                            | 8,0                            | 10,0                           | 10,0                           | 10,0                           | 6,0                            | 7,5                            | 11,0                           | 7×8+              | 89,0           | 109,0          |
| 8.       | Nagy-Britannia (GBR)-2 · Jennifer Nicks · John Nicks                 | 9,0                            | 9,5                            | 14,0                           | 8,5                            | 6,5                            | 7,0                            | 7,0                            | 8,0                            | 9,0                            | 9,5                            | 10,0                           | 7×9+              | 98,0           | 106,7          |
| 9.       | Ausztria (AUT)-1 · Herta Ratzenhofer · Emil Ratzenhofer              | 13,0                           | 12,0                           | 5,0                            | 12,0                           | 9,0                            | 9,0                            | 12,0                           | 14,0                           | 7,5                            | 11,0                           | 7,0                            | 6×11+             | 111,5          | 103,8          |
| 10.      | Norvégia (NOR) · Margot Walle · Allan Fjeldheim                      | 8,0                            | 9,5                            | 8,0                            | 10,0                           | 11,0                           | 8,0                            | 13,0                           | 13,0                           | 10,0                           | 14,0                           | 14,0                           | 6×10+             | 118,5          | 102,1          |
| 11.      | Ausztria (AUT)-2 · Susanne Giebisch · Helmut Seibt                   | 11,0                           | 13,0                           | 11,0                           | 11,0                           | 10,0                           | 12,0                           | 11,0                           | 9,0                            | 12,0                           | 9,5                            | 8,0                            | 8×11+             | 117,5          | 102,2          |
| 12.      | Svájc (SUI) · Luny Unold · Hans Kuster                               | 12,0                           | 8,0                            | 10,0                           | 7,0                            | 14,0                           | 14,0                           | 8,0                            | 11,0                           | 11,0                           | 13,0                           | 12,0                           | 6×11+             | 120,0          | 102,1          |
| 13.      | Olaszország (ITA) · Grazia Barcellona · Carlo Fassi                  | 10,0                           | 11,0                           | 12,0                           | 13,5                           | 13,0                           | 11,0                           | 9,0                            | 7,0                            | 14,0                           | 12,0                           | 9,0                            | 6×11+             | 121,5          | 101,9          |
| 14.      | Franciaország (FRA) · Denise Favart · Jacques Favart                 | 14,0                           | 14,0                           | 13,0                           | 13,5                           | 12,0                           | 13,0                           | 14,0                           | 12,0                           | 13,0                           | 7,5                            | 13,0                           | 7×13+             | 139,0          | 95,7           |
| –        | Csehszlovákia (TCH) · Blazena Knittlová · Karel Vosátka              |                                |                                |                                |                                |                                |                                |                                |                                |                                |                                |                                | nem fejezte be    | nem fejezte be | nem fejezte be |